# Shū Hiramatsu
Shū Hiramatsu (japanisch 平松 宗 Hiramatsu Shū; * 20. November 1992 in Niigata) ist ein japanischer Fußballspieler.

## Karriere
Hiramatsu erlernte das Fußballspielen in der Jugendmannschaft von Albirex Niigata und der Universitätsmannschaft der Kokushikan-Universität. Seinen ersten Vertrag unterschrieb er 2015 bei seinem Jugendverein Albirex Niigata. Der Verein aus Niigata spielte in der ersten japanischen Liga, der J1 League. Im Juli 2016 wurde er bis Saisonende an den Zweitligisten Mito HollyHock nach Mito ausgeliehen. Für Mito absolvierte er 22 Zweitligaspiele. 2017 kehrte er zu Albirex Niigata zurück. Im August 2017 wurde er an den Zweitligisten V-Varen Nagasaki ausgeliehen. 2017 wurde er mit dem Verein Vizemeister der zweiten Liga und stieg in die erste Liga auf. Für den Verein absolvierte er 25 Ligaspiele. 2019 kehrte er zum Zweitligisten Albirex Niigata zurück. Im August 2019 wurde er an den Drittligisten Kataller Toyama ausgeliehen. Nach der Ausleihe wurde er von dem Klub aus Toyama fest unter Vertrag genommen. Nach 29 Spielen für Toyama wechselte er im Januar 2011 zum Zweitligaaufsteiger SC Sagamihara. Mit dem Verein aus Sagamihara belegte man am Saisonende 2021 den 19. Tabellenplatz und stieg in die dritte Liga ab. Nach dem Abstieg verließ er den Verein und schloss sich im Januar 2022 dem Zweitligisten Thespakusatsu Gunma an. Am Ende der Saison 2024 musste er mit dem Verein als Tabellenletzter den Weg in die Drittklassigkeit antreten. Nach 107 Ligaspielen, in denen er zwölf Treffer erzielte, wurde sein Vertrag nicht verlängert.